# Església de l'Assumpció de Vilafamés
L'església de l'Assumpció de Vilafamés, sub invocatione Assumptionis Beatae Mariae Virginis, com era costum al segle xiii, d'estil renaixentista amb importants transformacions barroques, és al centre de la població. És la parròquia, temple catòlic que pertany al bisbat de Sogorb-Castelló.
El 6 de febrer de 1981 fou incoat expedient de declaració de «Conjunt Historic» al clos històric de Vilafamés. La vila de Vilafamés va ser declarada el 22 d'abril de 2005 Bé d'Interès Cultural en la categoria de Conjunt Històric . L'església és Bé de Rellevància Local.

## Història
Després de la conquesta cristiana, el temple parroquial es construeix al peus del castell, i correspon a l'actual església de la Sang, que llavors era dedicada a Santa Maria. Per l'increment de la població el temple esdevé massa petit per acollir els feligresos el Consell de la Vila decideix, el 30 de maig de 1587, de construir una nova església, aquesta dedicada a la Nativitat de Maria.

### l'església renaixentista
El lloc nou del temple es decideix amb l'ajut del mestre arquitecte de la Catedral de Tortosa, Martí Garcia de Mendoza, que arriba a la vila a l'abril de 1596 per assessorar, reconèixer i aprovar el lloc triat per al nou temple, i a més a més, executa la traça i redacta els capítols per a la construcció. El 4 de maig és adjudicada les obres a Joan Palacios, natural d'Arnuero i veí d'Alcalà de la Selva, amb l'ajut del seu germà Garcia, per 5.000 lliures, amb l'obligació de finalitzar les obres en sis anys.

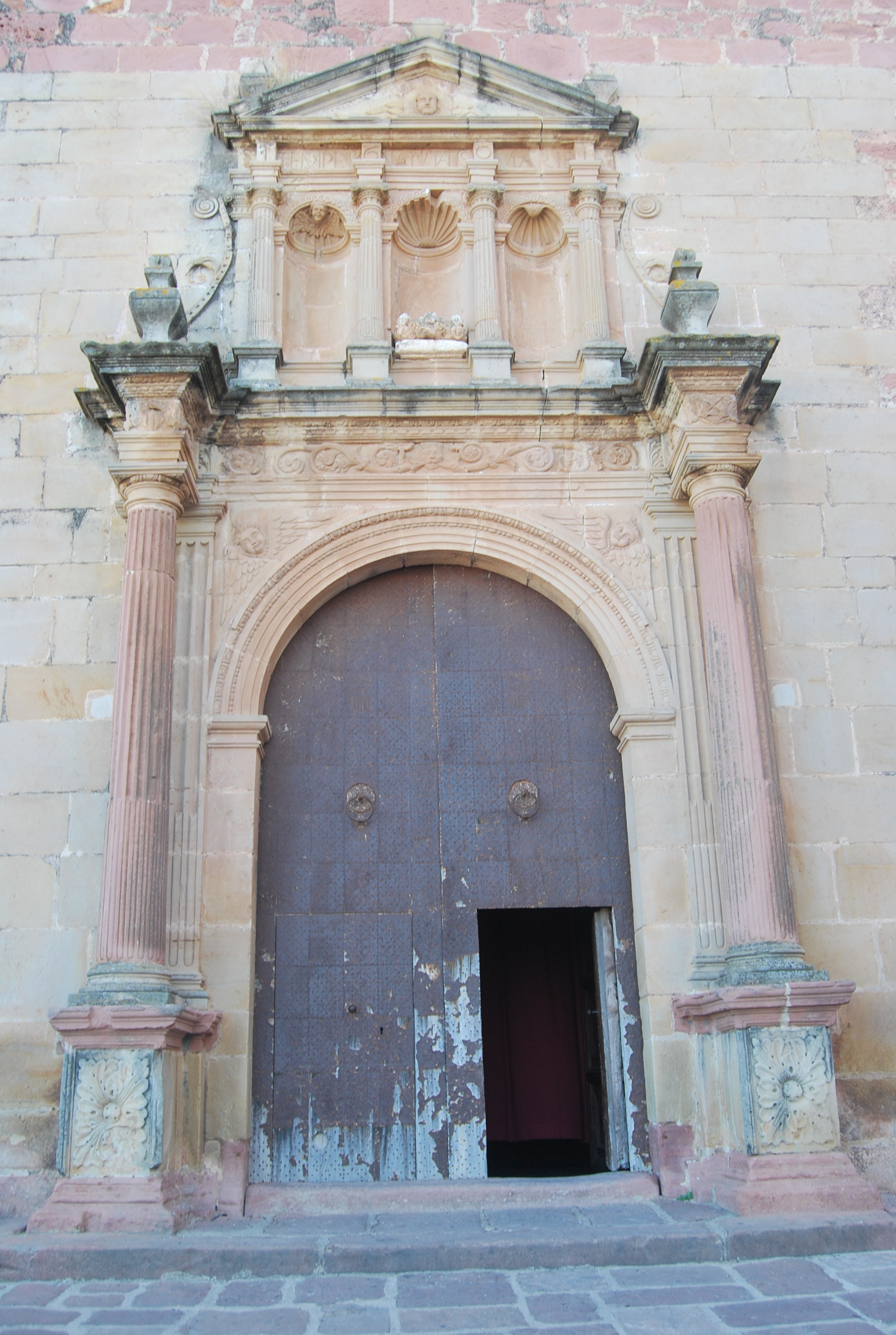
Portada principal

El 24 de juliol de 1596, Jaume Fauria, picapedrer francès aveïnat a Borriol, inicia els fonaments, començant per l'absis. Amb les obres en marxa, i per tal d'assegurar la seva adequació, el 28 de febrer de 1597, Francesc Galiança de la Lancha, mestre d'obres que treballava aleshores al Fadrí de Castelló, fa una primera visura; i el 9 de setembre del mateix any, és Martí Garcia de Mendoza qui visura novament les obres.
El 3 de febrer de 1600 Joan Palacios deixa la direcció de l'obra, i el substitueix el seu germà Garcia. El 13 de març és contractat Joan Ganaut, picapedrer francès, per a la construcció de la portada principal, dues piles d'aigua beneita i la clau de la capella major. Aquesta portada, traçada per Martí Garcia de Mendoza, es pot considerar hereva de la portada del Col·legi de Sant Domènec i Sant Jordi de Tortosa semblant a l'església de Sant Miquel d'Alcanar, i fou finalitzada el 1601 amb pedra procedent de les Useres.
L'any 1600 ja s'estava bastint el campanar, i així, al mes de març, el mestre Guillem del Rei visura la construcció de l'escala de caragol. Al mes de maig, Martí Garcia de Mendoza torna a visitar la construcció per a comprovar el ritme de les obres. Al mes de novembre de 1603 tornava Francesc Galiança a Vilafamés per a visurar les obres.
Quan els terminis d'acabament de les obres signats en els capítols eren clarament incomplits, Garcia Palacios s'absenta dos anys, de 1605 fins a 1607, i el mestre Pere de Quintana porta, durant aquest període, la direcció de les obres.
L'any 1607 es comença la construcció de les voltes de la nau, capelles i cor, executades pel mestre d'obres Lluís Alcocer.
Durant 1607 o poc després es resol un plet establert entre la vila i Garcia Palacios, sobre el retard en l'acabament de les obres i un préstec concedit al mestre d'obres.
A principis de 1610 fou consagrat el temple per Pedro Manrique, bisbe de Tortosa.
L'any 1624, l'escultor Agustí Sanz dibuixa la traça del retaule majorL La fusteria i escultura és feta per Bernat Montfort, fins a l'any 1626, i els llenços, pel pintor Josep Conca, entre 1637 i 1642.

### La reforma barroca
Entre 1763 i 1765 es reedifica la teulada per estar molt deteriorada i ploure's l'interior, dirigida l'obra per Vicent Nos, mestre d'obres principal, amb la participació dels mestres Josep Dols, Josep i Miquel Crosanto.
En 1668 es decideix la reparació de la volta danyada per les filtracions d'aigües, però problemes amb el capítol de la catedral de Tortosa i el comanador de Montesa, per subvenir a les despeses, retarden les obres, i és entre 1771 i 1775 quan finalment es realitza la reforma, a càrrec del mestre d'obres Josep Dols de Josep, veí de Castelló. Aquestes obres suposen una barroquització del temple, ocultant l'estructura primitiva amb un recobriment de guix.
El 29 de setembre de 1778 el Consell de la Vila i el clergat acorden iniciar les obres per construir la capella de la Comunió, però l'acord no prospera. Serà en 1786 quan Bruno Andreu, canonge de la Catedral d'Oriola i natural de Vilafamés, junt a la seva família, decideixen aportar els diners de la mà d'obra i convencen el poble, que aportarà els materials, per construir la capella de la Comunió i ampliar el temple amb el creuer cupulat, presbiteri, sagristia i el trasagrari. El projecte i la direcció de les obres és encarregada a l'arquitecte Andreu Moreno. Les obres s'inicien el 10 de juliol de 1786 amb les obres de fonamentació i acaben l'11 de maig de 1790.

### Les darreres reformes

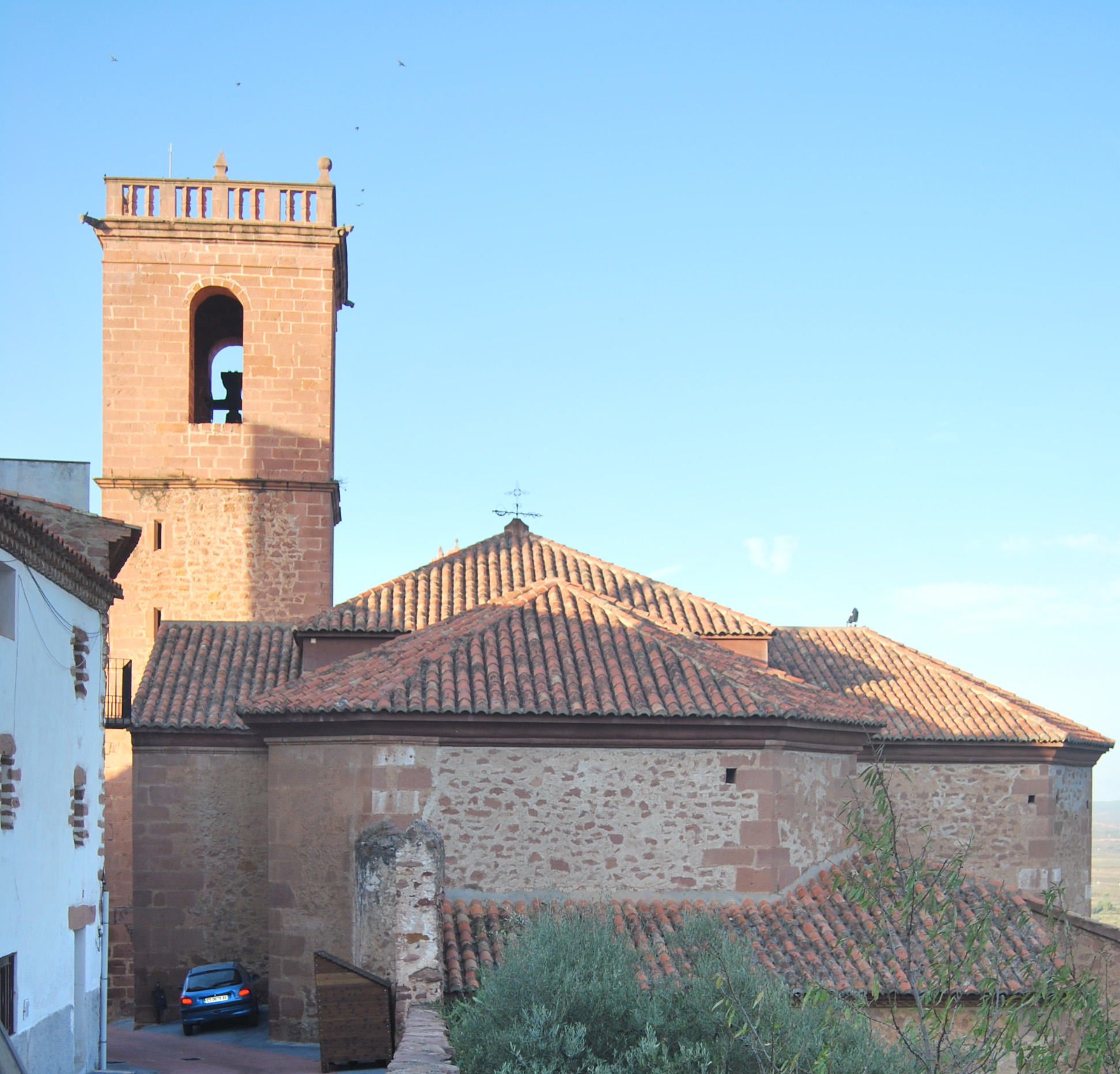
Torre campanar i volums de la capçalera

Problemes estructurals obliguen a l'enderroc de la cúpula, dirigit el 13 de gener de 1806 per l'arquitecte Cristòfol Aiora, i la posterior reconstrucció és dirigida per Josep Mas Aidra.
Acabada la reconstrucció de la cúpula, és encarregada al pintor Joaquim Oliet la decoració pictòrica del temple, el qual treballa entre 1807 i 1808 en les petxines de la mateixa cúpula, la capella de la Comunió, el presbiteri i el púlpit.
A les darreries del segle xix es produeix el canvi de titularitat del temple, que passa de la Nativitat de Maria a l'Assumpció de Maria.
Entre 1987 i 1989 l'església és restaurada per a eliminar les patologies constructives motivades pel pas del temps i per un manteniment inadequat. El 18 d'octubre de 1985 la Direcció General de Patrimoni Artístic de la Generalitat Valenciana encarrega la redacció del projecte de restauració als arquitectes Joaquín Lara Rodríguez i Manel Giménez Condón, i en 1987 s'inicien les obres sota la direcció de l'arquitecte Francesc Pina alegre. La restauració suposa la reparació de la teulada, la remodelació de la coberta de la cúpula i reconstrucció de la part superior del campanar; la demolició del cos afegit en la primera planta de la façana lateral dreta que allotjava l'orgue al segon tram de l'església, la supressió de les parets que compartimentaven les dues primeres capelles, situades sota el cor, amb trasllat dels taulells a altres parts del temple, la repristinació dels nervis de la volta del cor, la reposició del paviment, i la demolició de l'escala d'accés al cor i orgue i la construcció d'altra nova.
En 1999, sota el patrocini de la Generalitat Valenciana, es restaura el retaule major que tenia peces provinents de tres retaules diferents, identificant els elements originals, reintegrant els buits amb reproduccions fotogràfiques per mantenir la unitat expositiva, i bastint el conjunt sobre una estructura metàl·lica per conservar millor l'obra i aïllar-la de la humitat de la paret.

## Arquitectura

### Estructura
El temple presenta planta de nau única de cinc trams amb capelles laterals més baixes entre els contraforts, creuer amb el braç del costat de l'Evangeli poligonal on se situa la capella de la Comunió, presbiteri aixamfranat, i cor alt als peus. La sagristia entre el presbiteri i la capella de la Comunió, i el trasagrari a la capçalera del temple.
L'espai interior s'articula mitjançant pilastres corínties, que suporten un entaulament on sota la cornisa hi ha decoració de dentells. La nau es cobreix de volta de canó amb llunetes i nervadures de tradició gòtica; el creuer amb cúpula sense tambor però amb petxines; les capelles laterals amb volta de creueria; la capella de la Comunió, amb volta de canó rematada per un quadrant d'esfera; i el trasagrari, amb cúpula oval.
Les pintures de Joaquim Oliet decoren les petxines de la cúpula amb les prefiguracions bíbliques de la Verge: Ester, Judit, Rebeca i Maria d'Aaron, seguint els models de Luca Giordano; en la capella de la Comunió es representen escenes relacionades amb l'Eucaristia, tant de l'Antic com del Nou Testament: el Manà, David i els pans de la proposició, la multiplicació dels pans i els peixos, el Sant Sopar, l'ofrena i sacrifici de Melquisedec i el retorn del fill pròdig; en el presbiteri es conserven dues pintures de les quatre que representaven els pares de l'Església: Sant Agustí i Sant Gregori, en el conjunt que emmarca el retaule major, i en els murs laterals sols es conserva la pintura dedicada a l'èxtasi de Santa Teresa; i a sobre del púlpit, una imatge de Sant Pau.
En les capelles laterals encara es conserva el sòcol de ceràmica valenciana del segle xviii, destacant el col·locat a la capella del Roser, actualment dedicada a la Verge del Lledó, amb un dibuix acurat, colorit abundant i composicions que representen les Arma Virgine: font, pou, xiprer, roser, torre, palmera.

### Portades

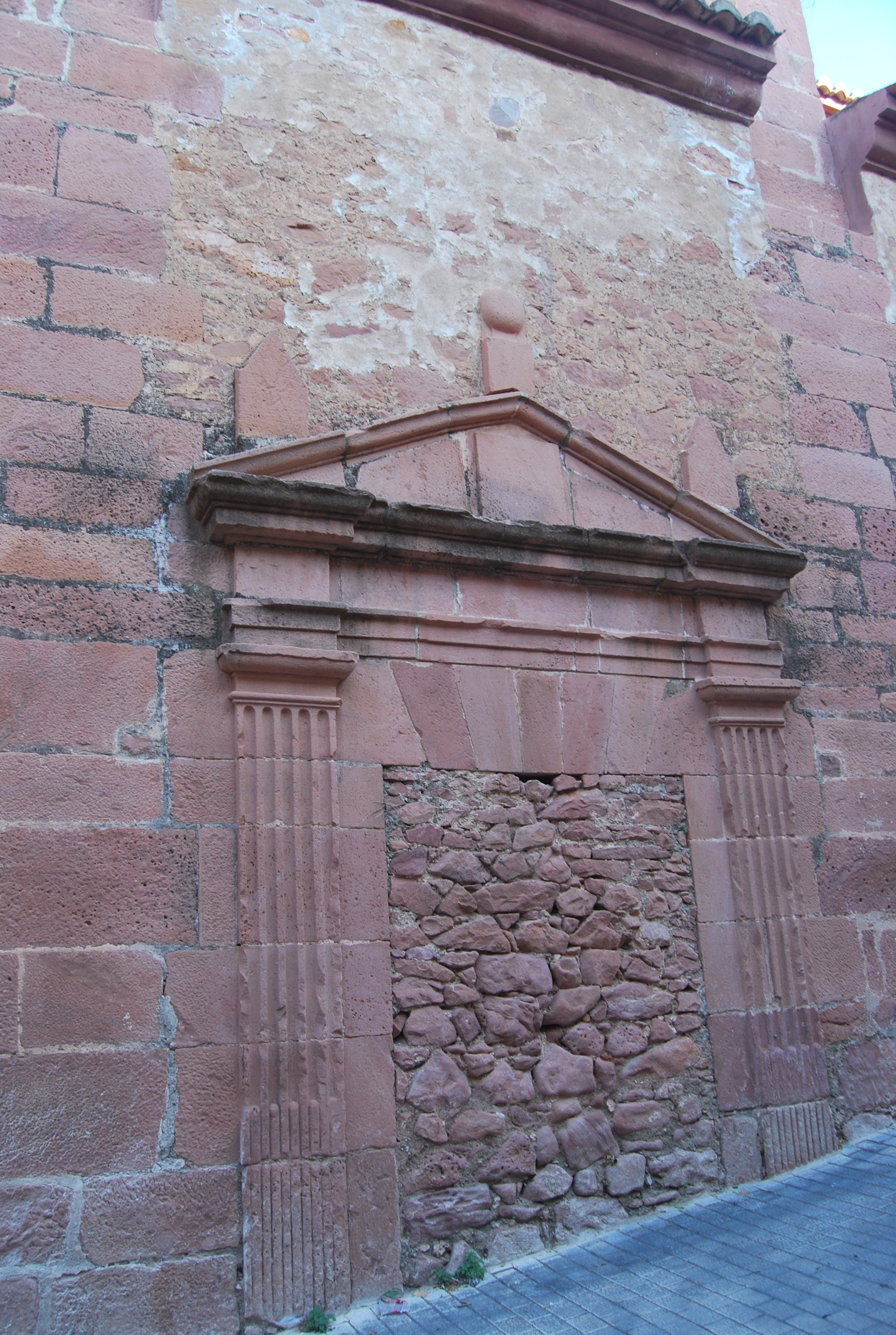
Portada lateral

La portada principal està formada per un arc de mig punt, amb les dovelles motllurades, i flanquejat per columnes i retropilastres amb el fust acanalat i capitell dòric, ornades amb òvuls al collarí i amb decoració florals als pedestals, i en els carcanyols, dos angelets. En l'entaulament, arquitrau i cornisa motllurades i, el fris amb grotescs. Per damunt, als extrems, dos pitxers, i al centre, un edicle format per quatre columnes semi-adossades jòniques que flanquegen tres fornícules, dues apetxinades i l'altra, amb angelet en la volta, i carreguen un frontó triangular amb pitxers en els angles i un angelet amb les ales obertes decorant el timpà.
La portada lateral presenta una obertura d'arc de llinda amb dovelles, flanquejada per pilastres dòriques amb el fust acanalat, les quals suporten un entaulament senzill amb frontó triangular. La portada és al costat de l'Epístola i està tapiada.

### Campanar
La torre campanar, de planta quadrada, està situada al costat de l'Epístola, ocupant la capella lateral més propera del creuer, i l'accés al pis de les campanes es fa mitjançant escala de caragol. Consta de tres cossos separats per motllures, on els dos primer són massissos, i el superior, de les campanes, presenta una obertura de mig punt en cada cara, coronada per cornisa i una balustrada amb boles i gàrgoles. Estan construïts els cossos inferiors amb maçoneria de pedra i carreus en els cantons, mentre el superior està fet totalment de carreus.